# (2662) Kandinsky
(2662) Kandinsky (4021 P-L) – planetoida z pasa głównego asteroid okrążająca Słońce w ciągu 3,81 lat w średniej odległości 2,44 j.a. Odkryta 24 września 1960 roku.